# Fabrício Brisa
Fabrício Erique Freitas dos Santos, mais conhecido como Fabrício Brisa ou Brisa (Maceió, 06 de março de 1997), é um jogador brasileiro profissional de Futevôlei e tem como  parceiro de dupla Sandrey Santos. Brisa é considerado pela crítica especializada um dos melhores atletas desta modalidade em todo o mundo, com conquistas nacionais e também internacionais.

## Conquistas
Fabrício Brisa, conquistou em 2021, na cidade de São Paulo um dos principais torneios esportivos de Futvôlei do Brasil, o Mikasa Open e também venceu o TAFC em Niterói.
Em 2022, veio o grande título esportivo, Campeão Mundial de Futvôlei, disputado em Balneário Camboriú Brisa e Sandrey Santos eles venceram a dupla Paraná e Tavinho na final por 2 sets 1. Antes, na semifinal derrotaram os paraguaios Esteban e Chorei.
Ainda em 2022, venceu também os Torneios NFVB no Rio de Janeiro e TAFC com etapas disputadas no Rio de Janeiro e em São Paulo.